# Primera Divisió (2009/2010)
Rozgrywki Primera Divisió (2009/2010) były piętnastym sezonem tej najwyższej klasy futbolowej w Andorze. Rozpoczął się on we wrześniu 2009 roku i zakończył w maju 2010. Tytułu broniła drużyna UE Sant Julià.

## Format rozgrywek
Osiem uczestniczących drużyn, grają mecze każdy z każdym w pierwszej fazie rozgrywek. W ten sposób odbywa się pierwszych 14 meczów. Następnie liga zostaje podzielona na dwie grupy po cztery zespoły. W obydwóch grupach drużyny rozgrywają kolejne mecze – dwukrotnie (mecz i rewanż) z każdą z drużyn ze znajdujących się w jej macierzystej połówce tabeli. W ten sposób każda z drużyn rozgrywa kolejnych sześć meczów a punkty i bramki zdobyte w pierwszej fazie są brane pod uwagę w fazie drugiej. Górna połówka tabeli walczy o mistrzostwo Andory oraz kwalifikacje do rozgrywek europejskich, natomiast dolna połówka broni się przed spadkiem. Do niższej ligi spada bezpośrednio ostatnia drużyna a przedostatnia musi rozgrywać baraż z drugą drużyną z niższej ligi.

## Uczestniczące drużyny
| Uczestnicy poprzedniej edycji                                                                                 | Uczestnicy poprzedniej edycji | Uczestnicy poprzedniej edycji | Uczestnicy poprzedniej edycji |
| --- | ----------------------------- | ----------------------------- | ----------------------------- |
| SJU | UE Sant Julià                 | 1                             |                               |
| SFC | FC Santa Coloma               | 2                             |                               |
| PRI | CE Principat                  | 3                             |                               |
| LUS | FC Lusitanos                  | 4                             |                               |
| SUE | UE Santa Coloma               | 5                             |                               |
| ENG | UE Engordany                  | 6                             |                               |
| INT | Inter Club d’Escaldes         | 7                             |                               |
| Awans z Segona Divisió (2008/2009)                                                                            |                               |                               |                               |
| ENC | FC Encamp                     | 1                             |                               |
| Oznaczenia: - kolumna pierwsza – skróty nazw drużyn, - kolumna trzecia – miejsce zajęte w poprzednim sezonie. |                               |                               |                               |

Drużyna FC Rànger's zajęła ostatnie miejsce w poprzednim sezonie i tym samym została relegowana do niższej ligi. Została ona zastąpiona zwycięską drużyną z Segona Divisió – FC Encamp. Zgodnie z regulaminem drugą relegowaną drużyną mogła być Inter Club d’Escaldes ale wygrała baraż z wicemistrzem Segona Divisió drużyną Atletic Club d'Escaldes.

## Pierwsza runda

### Tabela
| Lp. | Drużyna               | M  | Z  | R | P  | Bramki | Bramki | Różn. | Pkt | Uwagi                               |
| --- | --------------------- | -- | -- | - | -- | ------ | ------ | ----- | --- | ----------------------------------- |
| 1   | FC Santa Coloma       | 14 | 11 | 3 | 0  | 38     | 10     | +28   | 36  | Kwalifikacja do grupy mistrzowskiej |
| 2   | UE Sant Julià         | 14 | 10 | 2 | 2  | 59     | 12     | +47   | 32  | Kwalifikacja do grupy mistrzowskiej |
| 3   | UE Santa Coloma       | 14 | 10 | 2 | 2  | 41     | 20     | +21   | 32  | Kwalifikacja do grupy mistrzowskiej |
| 4   | FC Lusitanos          | 14 | 7  | 2 | 5  | 30     | 17     | +13   | 23  | Kwalifikacja do grupy mistrzowskiej |
| 5   | CE Principat          | 14 | 7  | 0 | 7  | 27     | 33     | −6    | 21  | Kwalifikacja do grupy spadkowej     |
| 6   | FC Encamp             | 14 | 3  | 1 | 10 | 19     | 50     | −31   | 10  | Kwalifikacja do grupy spadkowej     |
| 7   | Inter Club d’Escaldes | 14 | 1  | 1 | 12 | 10     | 41     | −31   | 4   | Kwalifikacja do grupy spadkowej     |
| 8   | UE Engordany          | 14 | 1  | 1 | 12 | 11     | 52     | −41   | 4   | Kwalifikacja do grupy spadkowej     |

### Wyniki pierwszej rundy
| Gospodarz \ Gość      | ENC | ENG | INT | LUS | PRI | SFC | SUE | SJU  |
| FC Encamp             |     | 1:1 | 2:0 | 0:3 | 2:4 | 0:2 | 2:5 | 1:10 |
| UE Engordany          | 0:5 |     | 3:2 | 1:3 | 3:4 | 1:2 | 1:4 | 0:10 |
| Inter Club d’Escaldes | 2:3 | 1:0 |     | 1:1 | 1:2 | 0:4 | 1:2 | 0:7  |
| FC Lusitanos          | 5:1 | 4:0 | 5:2 |     | 0:2 | 1:3 | 1:2 | 2:3  |
| CE Principat          | 4:0 | 2:0 | 3:0 | 0:2 |     | 0:1 | 1:4 | 1:3  |
| FC Santa Coloma       | 3:0 | 5:1 | 4:0 | 2:1 | 6:1 |     | 2:2 | 0:0  |
| UE Santa Coloma       | 5:0 | 5:0 | 1:0 | 0:2 | 5:3 | 2:2 |     | 3:2  |
| UE Sant Julià         | 6:2 | 4:0 | 4:0 | 0:0 | 6:0 | 1:2 | 3:1 |      |

Źródło: fedandfut.com
Objaśnienia:
1Drużyna gospodarzy jest wymieniona po lewej stronie tabeli.
Kolory: zielony – zwycięstwo gospodarzy, żółty – remis, różowy – zwycięstwo gości.

## Druga runda

### Tabela ligowa po dwóch rundach

#### Grupa mistrzowska
| Lp. | Drużyna             | M  | Z  | R | P  | Bramki | Bramki | Różn. | Pkt | Uwagi                                       |
| --- | ------------------- | -- | -- | - | -- | ------ | ------ | ----- | --- | ------------------------------------------- |
| 1   | FC Santa Coloma (M) | 20 | 13 | 7 | 0  | 46     | 14     | +32   | 46  | Liga Mistrzów UEFA • I runda kwalifikacyjna |
| 2   | UE Santa Coloma     | 20 | 13 | 4 | 3  | 50     | 26     | +24   | 43  | Liga Europy UEFA • I runda kwalifikacyjna   |
| 3   | UE Sant Julià       | 20 | 12 | 5 | 3  | 69     | 18     | +51   | 41  | Liga Europy UEFA • II runda kwalifikacyjna1 |
| 4   | FC Lusitanos        | 20 | 7  | 3 | 10 | 34     | 32     | +2    | 24  | Liga Europy UEFA • I runda kwalifikacyjna   |

#### Grupa spadkowa
| Lp. | Drużyna               | M  | Z | R | P  | Bramki | Bramki | Różn. | Pkt | Uwagi                                    |
| --- | --------------------- | -- | - | - | -- | ------ | ------ | ----- | --- | ---------------------------------------- |
| 5   | CE Principat          | 20 | 8 | 2 | 10 | 42     | 50     | −8    | 26  |                                          |
| 6   | Inter Club d’Escaldes | 20 | 6 | 1 | 13 | 25     | 49     | −24   | 19  |                                          |
| 7   | FC Encamp             | 20 | 4 | 3 | 13 | 31     | 67     | −36   | 15  | Kwalifikacja do baraży o Primera Divisió |
| 8   | UE Engordany (S)      | 20 | 4 | 1 | 15 | 22     | 63     | −41   | 13  | Spadek do Segona Divisió                 |

### Wyniki drugiej rundy
| Gospodarz \ Gość | LUS | SFC | SUE | SJU |
| FC Lusitanos     |     | 0:0 | 1:2 | 2:3 |
| FC Santa Coloma  | 4:1 |     | 1:1 | 1:1 |
| UE Santa Coloma  | 2:0 | 1:2 |     | 1:1 |
| UE Sant Julià    | 4:0 | 0:0 | 1:2 |     |

| Gospodarz \ Gość      | ENC | ENG | INT | PRI |
| FC Encamp             |     | 1:4 | 1:3 | 3:3 |
| UE Engordany          | 1:2 |     | 1:4 | 2:1 |
| Inter Club d’Escaldes | 1:0 | 2:1 |     | 2:3 |
| CE Principat          | 5:5 | 1:2 | 2:3 |     |

## Baraże o Primera Divisió
Przedostatnia drużyna z ligi FC Encamp uczestniczyła w barażach przeciwko trzeciej drużynie Segona Divisió Extremenya (wicemistrz rozgrywek, druga drużyna klubu Lusitanos B nie jest uprawniona do gry w najwyższej klasie rozgrywkowej. Drużyna Encamp wygrała mecze barażowe w stosunku 5:2, tym samym utrzymując swoje miejsce w Primera Divisió.
| 25 kwietnia 2010 18:00 CEST | Encamp | 2:1 | Extremenya | Estadi Comunal d'Aixovall, Aixovall |
|                             |        |     |            |                                     |

| 15 maja 2010 20:00 CEST | Extremenya | 1:3 | Encamp | Estadi Comunal d'Aixovall, Aixovall |
|                         |            |     |        |                                     |

## Rozgrywki europejskie

### Liga Mistrzów UEFA 2009/2010
Pierwsza runda kwalifikacyjna
- Pierwszy mecz
- Mecz rewanżowy

Druga runda kwalifikacyjna
- Pierwszy mecz
- Mecz rewanżowy

### Liga Europy UEFA 2009/2010
Druga runda kwalifikacyjna
- Pierwszy mecz
- Mecz rewanżowy